# Leonidas Kambandais
Leonidas Kambandais (ur. 8 marca 1982 w Atenach) – grecki piłkarz występujący na pozycji napastnika.

## Kariera
Kambandais zawowdową karierę rozpoczynał w 2002 roku w Arisie Saloniki z Alpha Ethniki. Jego barwy reprezentował przez 2 lata. W tym czasie rozegrał tam 18 ligowych spotkań i zdobył 3 bramki. W 2004 roku odszedł do AEK Ateny, również z Alpha Ethniki. Pierwszy ligowy mecz zaliczył tam 26 września 2004 roku przeciwko Kerkirze (2:0). Latem 2005 roku Kambandais został wypożyczony do cypryjskiego Anorthosis Famagusta. Spędził tam pół roku. Potem wypożyczono go do Panioniosu GSS (Alpha Ethniki). Tam również występował przez pół roku. W tym czasie zagrał tam w 12 ligowych meczach i strzelił w nich 2 gole. Potem powrócił do AEK-u. W 2007 roku wywalczył z nim wicemistrzostwo Grecji.
Latem 2007 roku Kambandais podpisał kontrakt z niemiecką Arminią Bielefeld z Bundesligi. W tych rozgrywkach zadebiutował 22 września 2007 roku w przegranym 0:3 pojedynku z FC Schalke 04. 5 kwietnia 2008 roku w wygranym 1:0 spotkaniu z Karlsruher SC strzelił pierwszego gola w Bundeslidze. W Arminii spędził 2 lata.
Latem 2009 roku Kambandais powrócił do Grecji, gdzie został graczem Olympiakosu Wolos, grającego w Beta Ethniki. W 2010 roku awansował z nim do Super League Ellada (wcześniej Alpha Ethniki). W latach 2010–2012 grał w OFI Kreta, a latem 2012 został zawodnikiem Panioniosu GSS.